# Prince of Persia (jogo eletrônico de 1989)
Prince of Persia (português: Príncipe da Pérsia; persa: شاهپور ایران) é um jogo de aventura, desenvolvido por Jordan Mechner lançado em 1989 para Apple II e IBM-PC (DOS).
Foi tido como um avanço na qualidade de animação vista nos jogos eletrônicos. Mechner estudou filmes de seu irmão mais novo, David, correndo e pulando com roupas brancas, para assegurar que todos os movimentos parecessem reais. Também era inovador o fato do protagonista e inimigos lutarem com espadas, ao contrário de armas de fogo ou raios, como outros jogos da época. Após o sucesso inicial, o jogo foi lançado em diversas outras plataformas, como Amiga, Apple Macintosh, NES, Game Boy, Game Gear, Sega Master System, SNES, Mega Drive (Sega Genesis) e Sega CD. O jogo, à primeira vista repetitivo, é surpreendente pelos quebra-cabeças inteligentes e armadilhas mortais. Prince of Persia rendeu diversos outros títulos da mesma franquia, e deu margem para um extenso gênero, que imita a ação e os quebra-cabeças.

## Enredo
O jogo se passa na antiga Pérsia. Enquanto o sultão está lutando uma guerra em uma terra estrangeira, seu vizir Jaffar, um feiticeiro, toma o poder. Seu único obstáculo ao trono é a filha do Sultão (embora o jogo não menciona especificamente como). Jaffar a tranca numa torre e ordena que ela, sob ameaça de execução, se torne sua esposa. O protagonista sem nome do jogo, a quem a princesa ama, é atirado para as masmorras do palácio. O jogador deve levá-lo para fora das masmorras e para a torre do palácio, derrotando Jaffar e libertando a princesa em menos de 60 minutos (120 minutos na versão Super Nintendo, que tem mais difíceis níveis). Além de guardas, várias armadilhas e masmorras, o protagonista é ainda dificultada por seu próprio doppelgänger, uma aparição de seu próprio eu que é conjurado para fora de um espelho mágico.

## Remake
Em 2007, Prince of Persia foi refeito e convertido pela Gameloft. O remake, intitulado Prince of Persia Classic, foi lançado no dia 13 de junho de 2007 no Xbox Live Arcade e em 23 de outubro de 2008 no PlayStation Network. Ele trouxe o mesmo design dos níveis, a mesma premissa geral e jogabilidade do original, mas possuindo gráficos tridimensionais e movimentos mais fluidos. Novos modos de jogo também foram adicionados, como o "time attack" e "survival" ("sobrevivência").

## Lançamento do código fonte
Em 17 de abril de 2012, Jordan Mechner criou um repositório no GitHub contendo o código fonte original do Prince of Persia para o Apple II (escrito em Assembly), o qual ele há muito tempo pensava ter perdido. Um documento técnico descrevendo a operação desse código fonte está disponível no site de Mechner.